# Aguas Cándidas
Aguas Cándidas est une commune d'Espagne dans la communauté autonome de Castille-et-León, province de Burgos. Elle s'étend sur 17,95 km2 et comptait environ 68 habitants en 2011.